# Dom Alchemika
Dom Alchemika – budynek przemysłowy Wytwórni Kosmetyków „Hean”, położony przy ul. Mochnackiego 20–22 w Krakowie, zaprojektowany w stylu postmodernistycznym przez Dariusza Kozłowskiego, zbudowany w latach 1988–1990. Obiekt obejmuje halę produkcyjną, laboratorium, biura oraz portiernię.

## Architektura
Elewacja budynku jest wykonana jest z cegły i okładziny. Od strony ul. Mochnackiego znajduje się wejście do obiektu w kształcie ust kobiecych, sugerujących profil produkcji fabryki i przeznaczenie jej wyrobów. Dłuższa elewacja obiektu ma cztery rzędy okien, co sugeruje cztery kondygnacje budowli, niemniej budynek jest niższy, niż się wydaje. Budynek posiada także fryz na szczycie, utworzony poprzez wgłębiony ryzalit. Ponadto obiekt posiada cztery ozdobne, betonowe kominy.